# Battle and Romance
Battle and Romance (jap. バトル アンド ロマンス Batoru ando Romansu) – pierwszy album japońskiej grupy Momoiro Clover Z, wydany 27 lipca 2011. Osiągnął 2 pozycję w rankingu Oricon i pozostał na liście przez 124 tygodnie, sprzedał się w nakładzie 179 487 egzemplarzy. Album zdobył status złotej płyty. 10 kwietnia 2013 roku album został wydany ponownie w dwóch limitowanych wersjach (A i B) osiągając 2 pozycję na Oricon oraz sprzedał się w nakładzie 37 594 kopii.
Album wygrał nagrodę Grand Prix 4th CD Shop Awards, czyniąc Momoiro Clover Z pierwszą grupą idolek, która ją zdobyła. Ceremonia wręczenia nagród CD Shop Awards jest organizowana corocznie; zwycięzcy są wybierani przez głosy ekspedientów japońskich sklepów muzycznych.

## Lista utworów
| Nr  | Tytuł                                                                        | Słowa              | Kompozycja                         | Aranżacja          | Czas |
| --- | ---------------------------------------------------------------------------- | ------------------ | ---------------------------------- | ------------------ | ---- |
| 1.  | "Z densetsu ~Owarinaki kakumei~" (jap. Ｚ伝説～終わりなき革命～)             | Ken'ichi Maeyamada | Ken'ichi Maeyamada                 | Ken'ichi Maeyamada | 5:06 |
| 2.  | "CONTRADICTION"                                                              | Takahiro Maeda     | Tomotaka Ōsumi                     | Tomotaka Ōsumi     | 4:13 |
| 3.  | "Mirai Bowl" (jap. ミライボウル Mirai Bōru)                                  | Chokkyū Murano     | Ken'ichi Maeyamada, Tomotaka Ōsumi | NARASAKI           | 4:24 |
| 4.  | "Wani to Shampoo" (jap. ワニとシャンプー Wani to Shanpū)                     | Ken'ichi Maeyamada | Ken'ichi Maeyamada                 | Ken'ichi Maeyamada | 4:02 |
| 5.  | "Pinky Jones" (jap. ピンキージョーンズ Pinkī Jōnzu)                          | Chokkyū Murano     | NARASAKI                           | NARASAKI           | 4:11 |
| 6.  | "Kimi no ato" (jap. キミノアト)                                              | Shin'ya Tada       | Shin'ya Tada                       | Ikuta Magokoro     | 4:51 |
| 7.  | "D’ no junjō" (jap. D'の純情)                                                | Natsumi Tadano     | Masaru Yokoyama                    | Masaru Yokoyama    | 4:13 |
| 8.  | "Ame no tajikarao" (jap. 天手力男)                                           | Kanata Nakamura    | NARASAKI                           | NARASAKI           | 4:47 |
| 9.  | "Orange Note" (jap. オレンジノート Orenji Nōto)                              | Tsukidatadashi     | Tsukidatadashi                     | Tsukidatadashi     | 4:45 |
| 10. | "Ikuze! Kaitō shōjo" (jap. 行くぜっ!怪盗少女)                                | Ken'ichi Maeyamada | Ken'ichi Maeyamada                 | Ken'ichi Maeyamada | 3:46 |
| 11. | "Stardust Serenade" (jap. スターダストセレナーデ Sutādasuto Serenāde)        | Sachihiro          | Takeshi Isozaki                    | Takeshi Isozaki    | 4:29 |
| 12. | "Kono uta" (jap. コノウタ)                                                   | Tsukidatadashi     | Tsukidatadashi                     | Tsukidatadashi     | 4:19 |
| 13. | "Momoclo no Nippon banzai!" (jap. ももクロのニッポン万歳!) (utwór dodatkowy) | Ken'ichi Maeyamada | Ken'ichi Maeyamada                 | Ken'ichi Maeyamada | 5:02 |

## Notowania
| Rok  | Lista                       | Pozycja |
| ---- | --------------------------- | ------- |
| 2011 | Oricon Daily Albums Chart   | 2       |
| 2011 | Oricon Weekly Albums Chart  | 3       |
| 2011 | Oricon Monthly Albums Chart | 21      |
| 2011 | Billboard JAPAN Top Albums  | 7       |
| 2011 | Sound Scan                  | 11      |
| 2013 | Oricon Daily Albums Chart   | 2       |
| 2013 | Oricon Weekly Albums Chart  | 2       |
| 2013 | Oricon Monthly Albums Chart | 6       |